# Malahat Nasibova

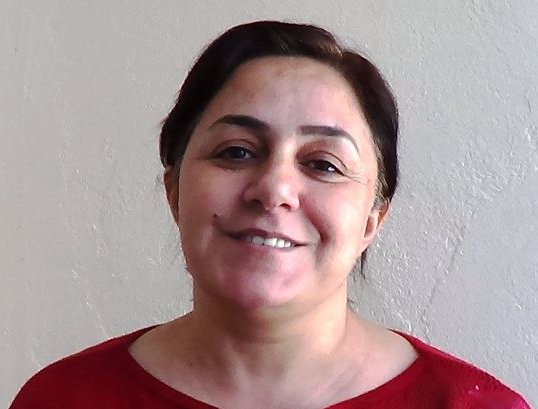
Malahat Nasibova

Malahat Nasibova (sinh ngày 6 tháng 3 năm 1969) là nhà báo và nhà hoạt động nhân quyền người Azerbaijan. Bà làm thông tín viên cho thông tấn xã độc lập Turan của Azerbaijan và cho đài Radio Free Europe. Bà cũng là người lãnh đạo trung tâm Democracy and NGO's Development Resource Center, một trung tâm nhân quyền ở nước Cộng hòa tự trị Nakhchivan thuộc Azerbaijan. Bất kể nguy hiểm, bà đã tường thuật về các vụ lạm dụng quyền lực, tham nhũng và vi phạm nhân quyền trong nước cộng hòa của mình.
Bà đã được trao Giải tưởng niệm Thorolf Rafto năm 2009, cho lòng can đảm và nỗ lực không ngừng trong việc đấu tranh cho quyền tự do của báo chí.